# Hoffmannseggia arequipensis
Hoffmannseggia arequipensis es una especie de planta floral del género Hoffmannseggia, tribu Caesalpinieae. Fue descrita por Ulibarri y publicada por primera vez en Darwiniana 28: 232 (1987 publ. 1988).
Se trata de una especie que crece en zonas desérticas o en matorrales secos.

## Distribución
Es nativa de Perú.